# Monticole merle-bleu
Monticola solitarius
Pour l’article ayant un titre homophone, voir Merle bleu.
Espèce
Statut de conservation UICN

 LC  : Préoccupation mineure
Le Monticole merle-bleu ou Monticole bleu (Monticola solitarius) est une espèce de passereaux traditionnellement appelé Merle bleu.
Autres noms vernaculaires: a Merula Turchina (Cap corse)

## Description

### Apparence

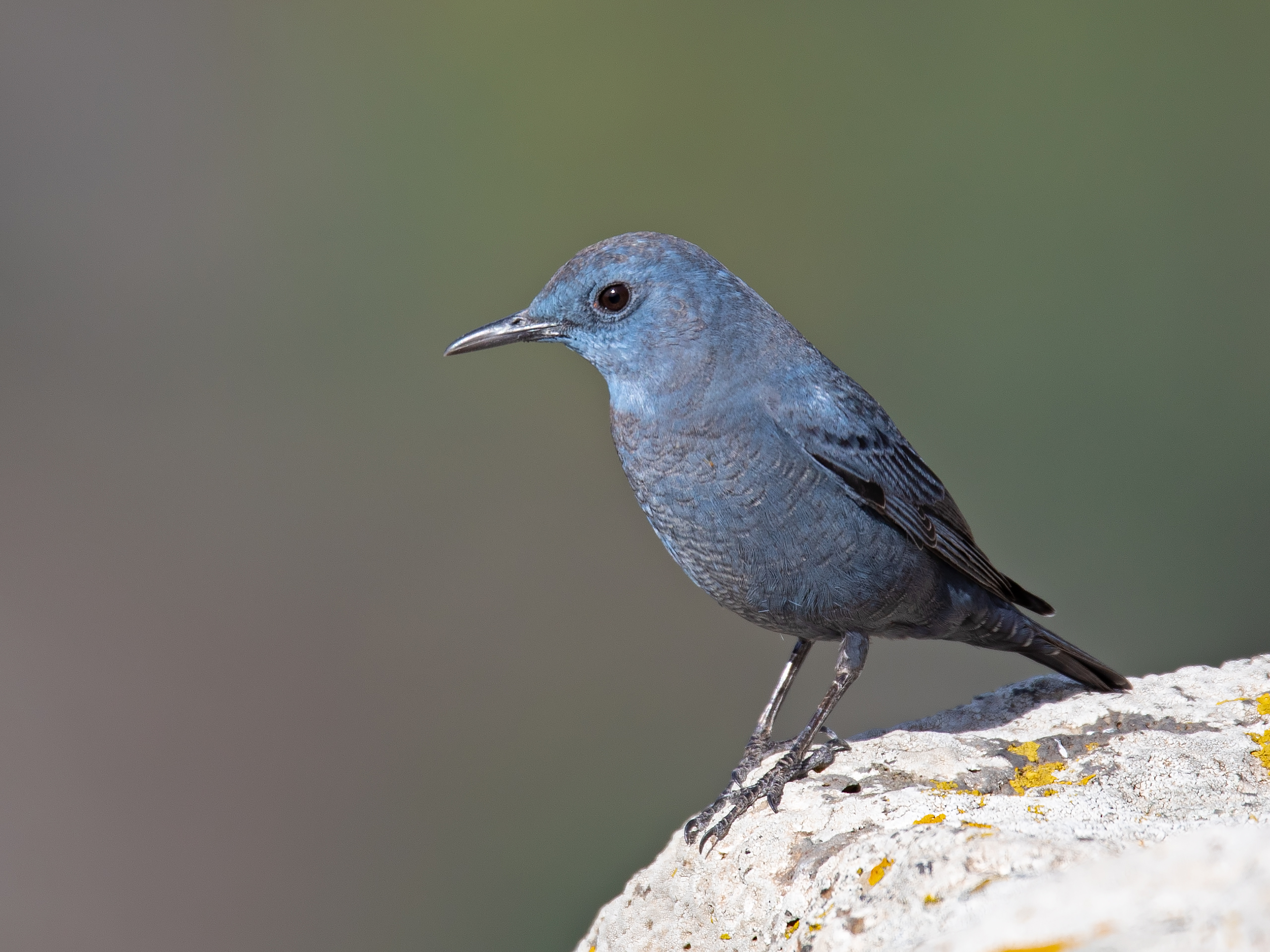
Un monticole merle-bleu mâle, dans la réserve naturelle de Gamla, Israël. Janvier 2019.

Il mesure 21 à 23 cm, a une envergure de 32 à 37 cm et pèse 37 à 54 g.
Le mâle a un plumage bleu-gris, mis à part les ailes et la queue qui sont plus foncées.

La femelle et l'oisillon sont marron, rayés plus clair sous le ventre. 

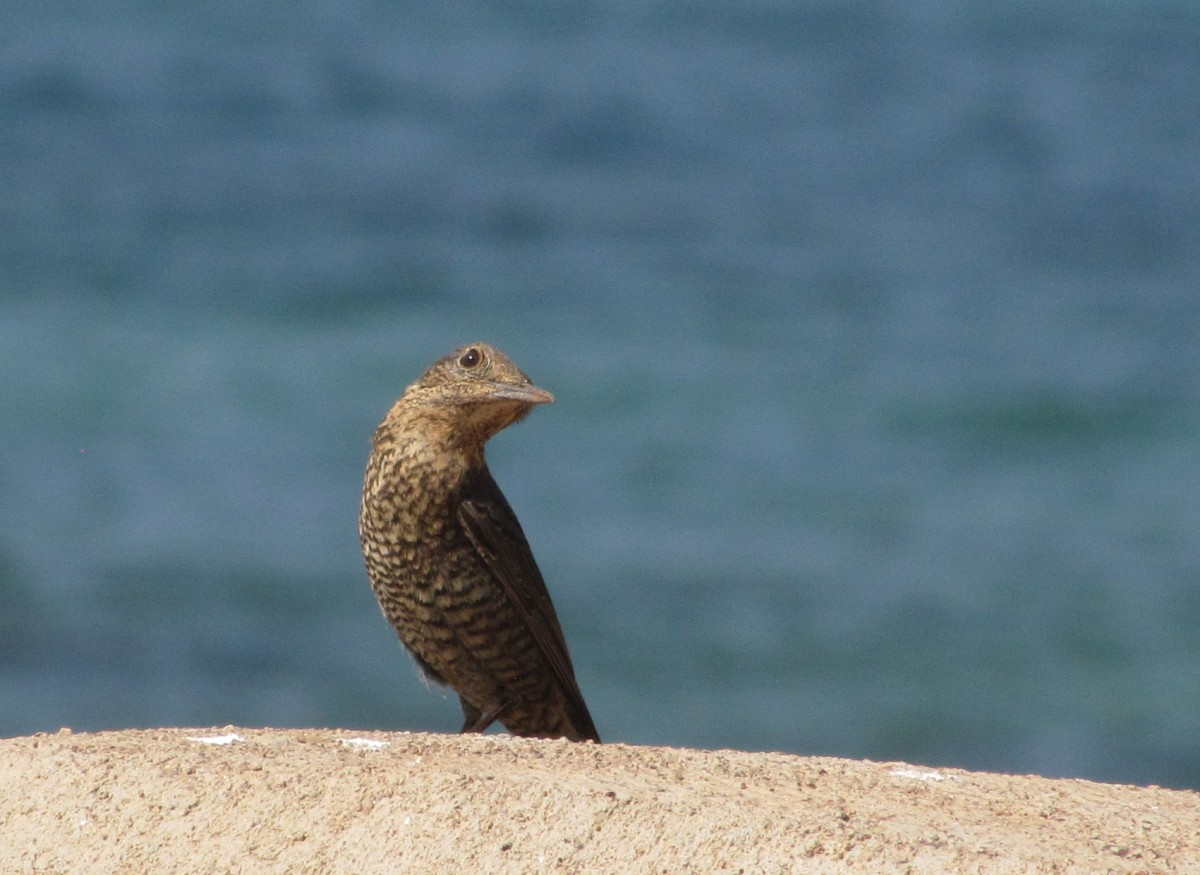
Monticole bleu femelle
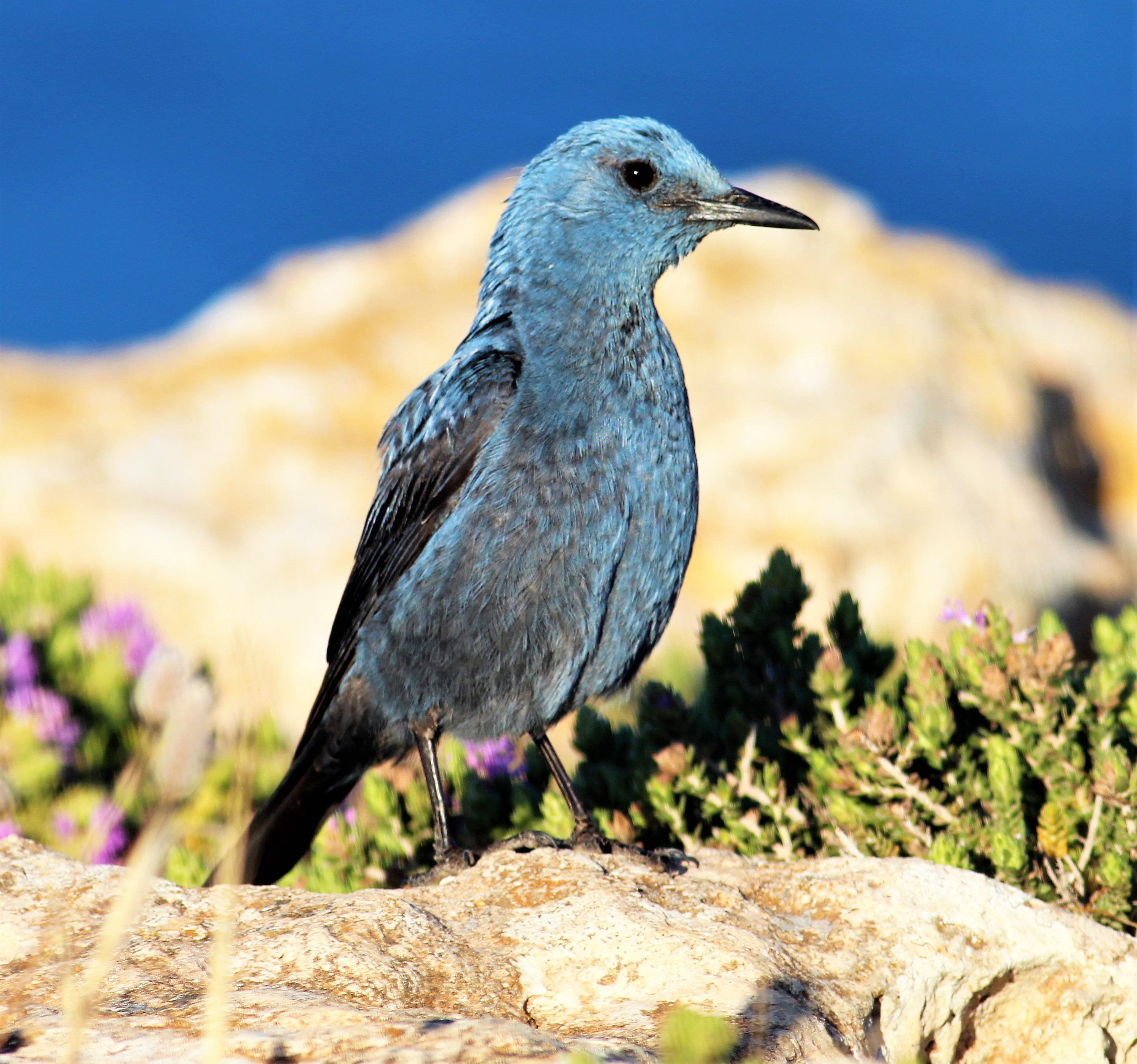
Monticole bleu mâle

Le bec du Monticole merle-bleu est long et fin.

### Chant
Le chant du mâle est clair et mélodieux. Il s'apparente, en plus fort, au chant du Monticole de roche.

## Mode de vie

### Régime alimentaire
Le monticole merle-bleu est omnivore.
Il se nourrit principalement d'insectes (coléoptères, orthoptères, lépidoptères), d'arthropodes (araignées) et d'autres invertébrés mais aussi de lézards de petite taille, ainsi que de baies (sorbier, merisier, aubépine...) et de fruits.

### Reproduction

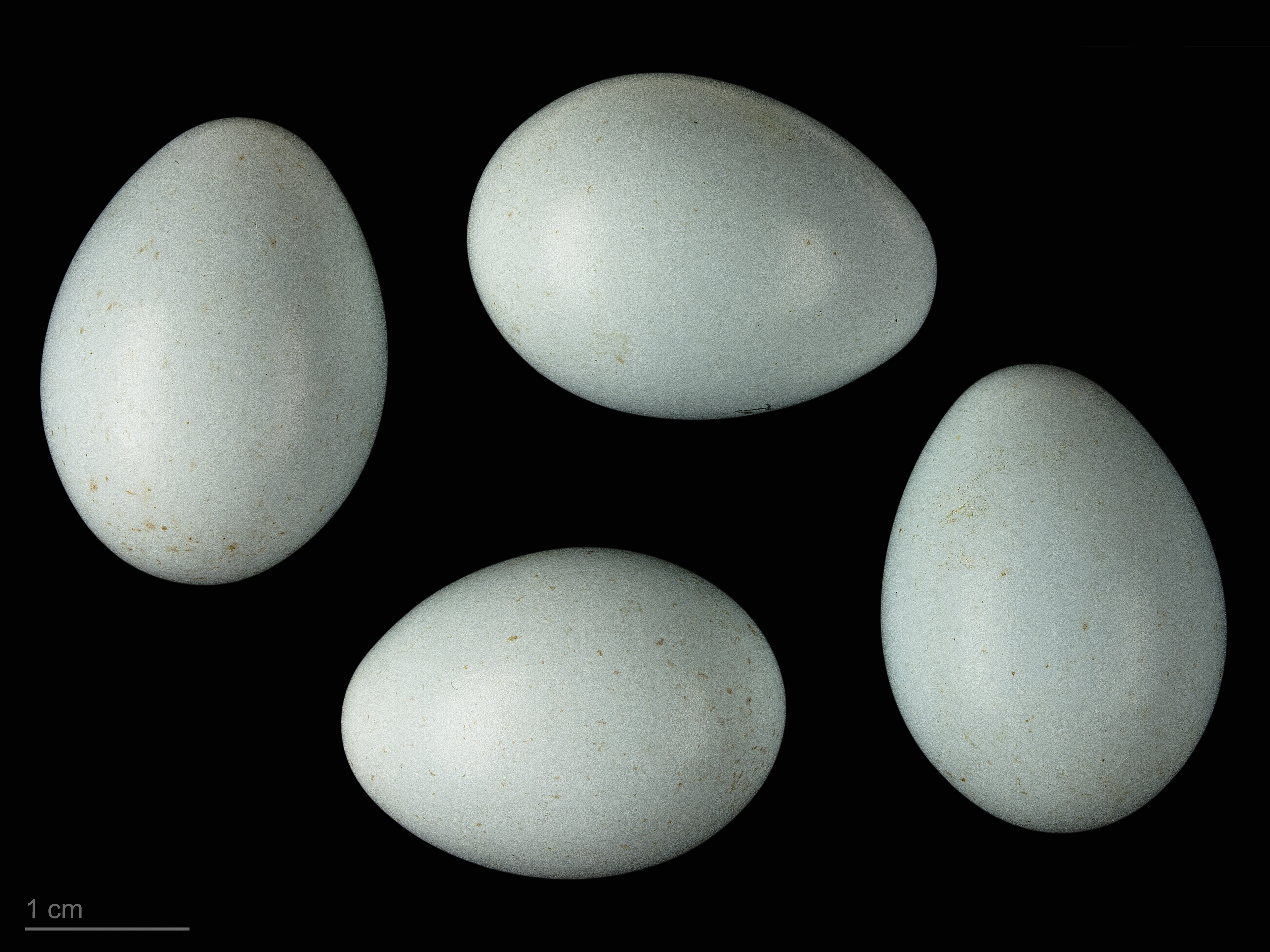
Œufs de Monticola solitarius solitarius - Muséum de Toulouse

Le nid se trouve dans un renfoncement rocheux, ou dans un bâtiment. Il est construit d'éléments végétaux qui sont des feuilles, des mousses, des racines...
La femelle pond 4 ou 5 œufs, qu'elle couve environ 2 semaines. Il y a parfois deux couvées par été.

### Habitat
Le monticule merle bleu apprécie les flancs de montagnes, les collines et les falaises en bord de mer, les cavités rocheuses, les châteaux abandonnés et autres ruines.

## Répartition
Europe du Sud, Afrique du Nord, Proche-Orient et montagnes du Moyen-Orient, jusqu'au Japon, la Malaisie et Sumatra. La population européenne regroupe 240 000 à 530 000 individus. Les oiseaux européens, nord-africains et sud-asiatiques sont principalement sédentaires, tandis que les autres espèces asiatiques sont migratoires, hivernant en Afrique subsaharienne, en Inde et en Asie du Sud-Est. L'oiseau est très rare en Europe occidentale et septentrionale. Il est notamment rare mais présent dans le cap Corse et sur la Côte Vermeille, dans les Pyrénées-Orientales comme ailleurs en Catalogne. Une observation en Belgique en 2024.

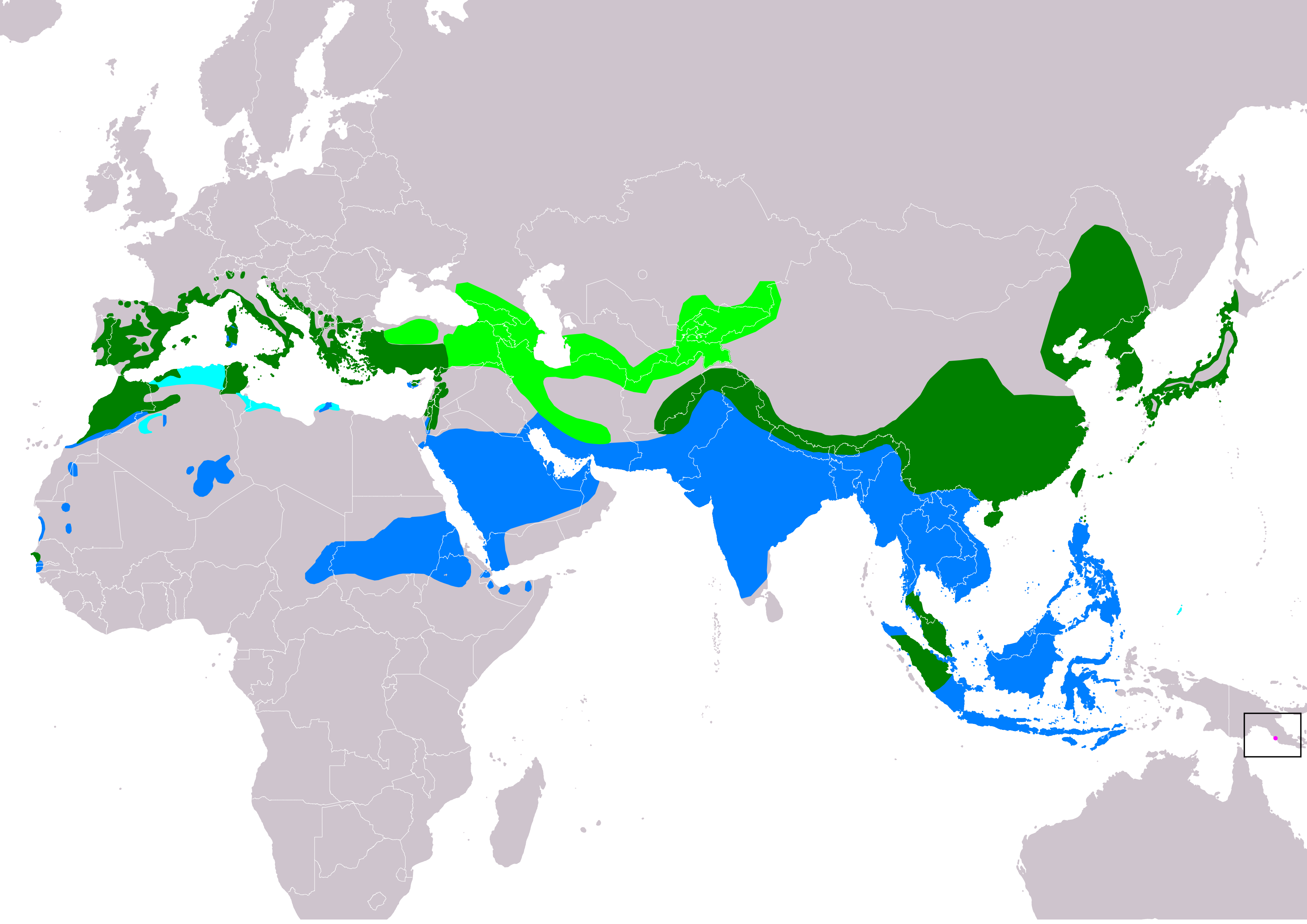
Aire de répartition du Monticole merle bleu

## Dans l'art
Olivier Messiaen en a fait une pièce pour piano de son Catalogue d'oiseaux. Messiaen était ornithologiste en plus d'être un compositeur de musique contemporaine. Il fait d'ailleurs expressément mention de sa présence sur la Côte Vermeille, à Banyuls dans la préface de la pièce.

## Liste des sous-espèces
Le Monticole merle-bleu est représenté par cinq sous-espèces :
- Monticola solitarius philippensis ;
- Monticola solitarius pandoo ;
- Monticola solitarius madoci ;
- Monticola solitarius longirostris ;

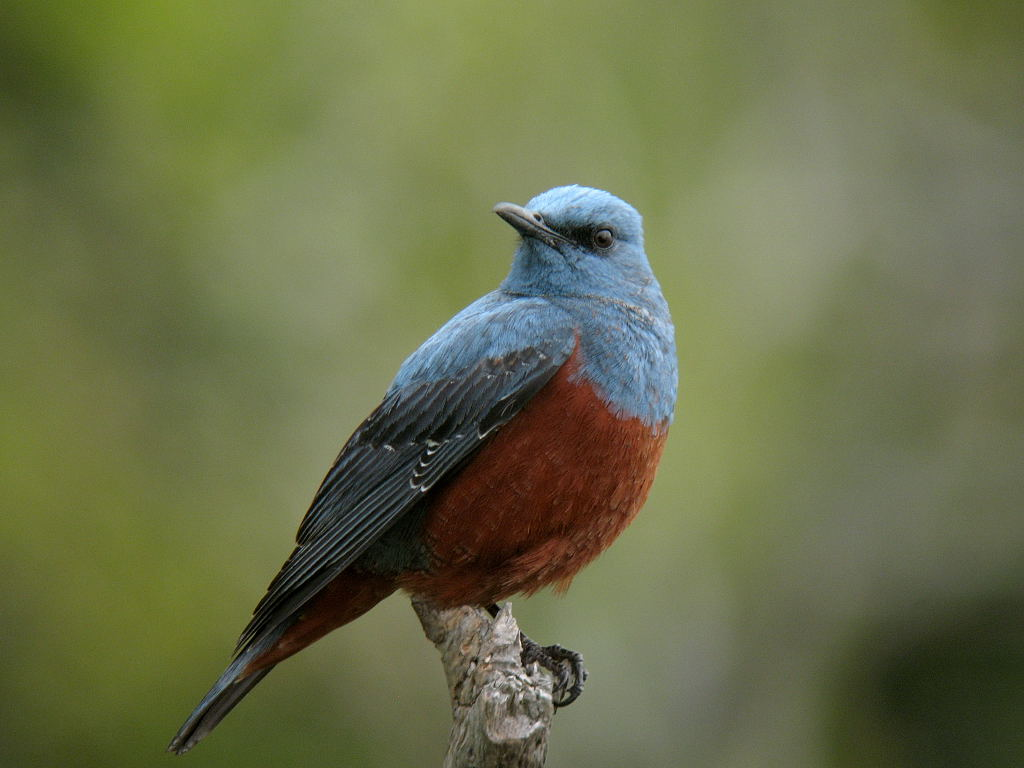
Monticola solitarius philippensis

- Monticola solitarius solitarius.